# Crambe gigantea
Crambe gigantea là một loài thực vật có hoa trong họ Cải. Loài này được (Ceballos & Ortuño) Bramwell mô tả khoa học đầu tiên năm 1969.